# Hiku-iwa
Hiku-iwa är en kulle i Antarktis. Den ligger i Östantarktis. Norge gör anspråk på området. Toppen på Hiku-iwa är 2 114 meter över havet.
Terrängen runt Hiku-iwa är platt åt sydost, men åt nordväst är den kuperad.  Trakten är obefolkad. Det finns inga samhällen i närheten. 